# Rencontre d'hiver
Pour plus de détails, voir Fiche technique et Distribution.
Rencontre d'hiver (Winter Meeting) est un film américain réalisé par Bretaigne Windust, sorti en 1948.

## Fiche technique
- Titre original : Winter Meeting
- Titre français : Rencontre d'hiver
- Réalisation : Bretaigne Windust
- Scénario : Catherine Turney d'après le roman de Grace Zaring Stone
- Direction artistique : Edward Carrere
- Décorateur de plateau : Fred M. MacLean
- Maquillage : Nick Marcellino et Perc Westmore (makeup artists)
- Photographie : Ernest Haller
- Montage : Owen Marks
- Musique : Max Steiner
- Production : 
  - Producteur : Henry Blanke
  - Producteur exécutif : Jack L. Warner
- Société(s) de production : Warner Bros.-First National Pictures Inc.
- Société(s) de distribution : Warner Bros.
- Pays de production :  États-Unis
- Année : 1948
- Langue originale : anglais
- Format : noir et blanc – 35 mm – 1,37:1  – mono (RCA Sound System)
- Genre : drame romantique
- Durée : 104 minutes
- Date de sortie :
  - États-Unis : 7 avril 1948
- Affiche : Bill Gold (États-Unis)

## Distribution
- Bette Davis : Susan Grieve
- Janis Paige : Peggy Markham
- Jim Davis : Slick Novak
- John Hoyt : Stacy Grant
- Florence Bates : Mme Castle
- Walter Baldwin : Mr Castle
- Ransom M. Sherman : Mr Roderick Moran, Jr.
- Woody Herman : Lui-même (Woody Herman et son orchestre)